# Allison Scagliotti

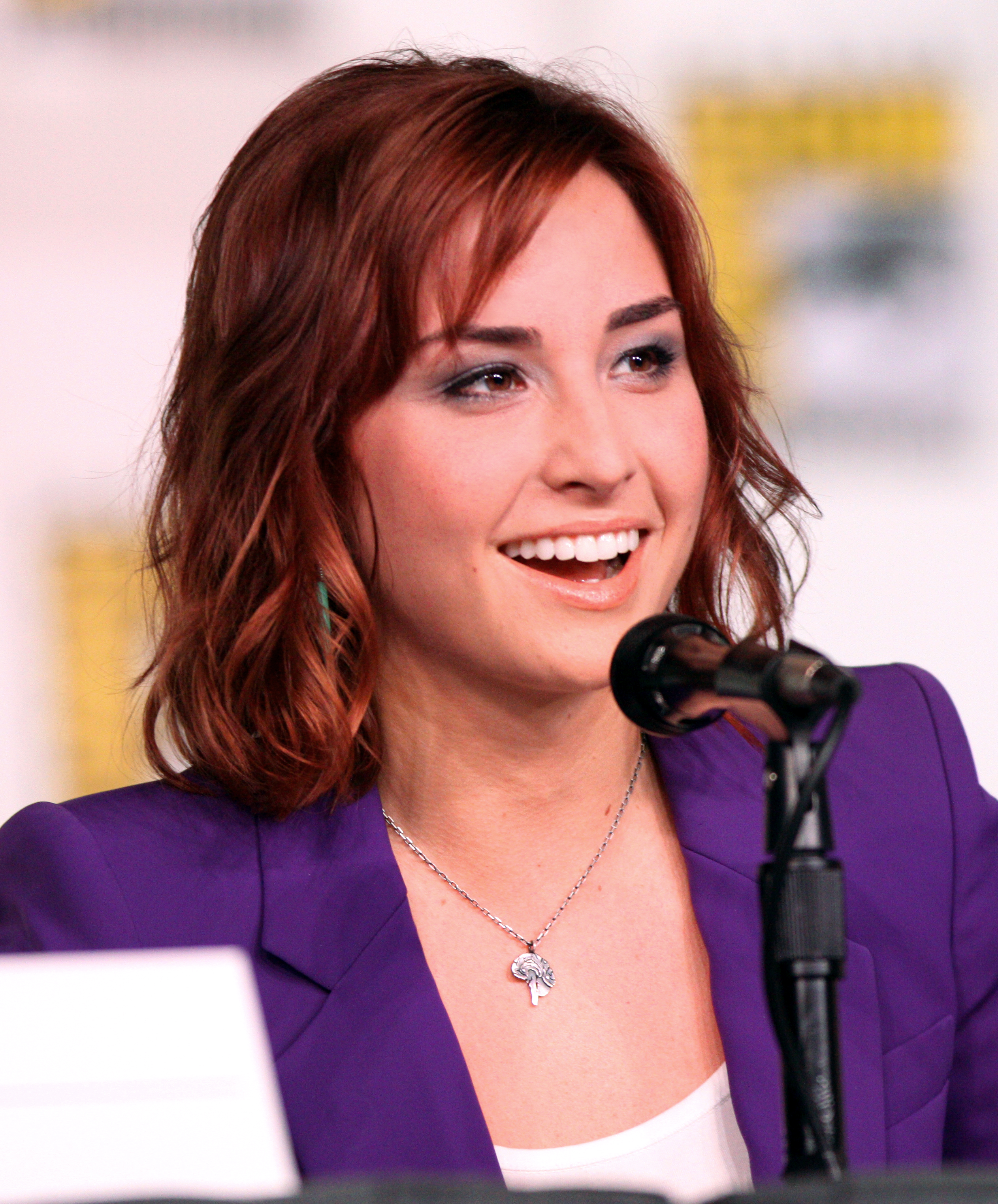
Allison Scagliotti (2012)

Allison Scagliotti (ur. 21 września 1990 w Monterey, w Kalifornii) – amerykańska aktorka, która grała m.in. w serialach Drake i Josh, Magazyn 13 i Stitchers.

## Filmografia

### Filmy
- 2002: America’s Most Terrible Things – Molly Potts
- 2003: Once Around the Park – Rose Wingfield
- 2004: Kiedy byliśmy dorośli – Emmy
- 2006: Tak się robi telewizję – Bethany
- 2006: Czytaj i płacz – Sawyer Sullivan
- 2007: Redemption Maddie – Maddie Clifford
- 2008: Endless Bummer – Iris
- 2008: Wesołych świąt – Drake i Josh – Mindy Crenshaw
- 2009: My Name Is Jerry – Trisha
- 2011: Losers Take All – Simone
- 2013: Chastity Bites – Leah

### Seriale
- 2000: CSI: Kryminalne zagadki Las Vegas – Jemma
- 2001–2005: Uziemieni – Kristen
- 2003: Pogoda na miłość – Abby Brown
- 2004: Joint Custody – Meg
- 2004–2008: Drake i Josh – Mindy Crenshaw
- 2005–2008: Zoey 101 – Stacy
- 2008: Gemini Division – MM
- 2009: Mental: Zagadki umysłu – Heather Masters
- 2009–2014: Magazyn 13 – Claudia Donovan
- 2010: Eureka – Claudia Donovan
- 2015–2017: Stitchers[1] - Camille Engelson
- 2016: Pamiętniki wampirów - Georgie